# 殷景仁
殷 景仁（いん けいじん、太元15年（390年）- 元嘉17年11月29日（441年1月7日））は、東晋から南朝宋にかけての官僚・政治家。本貫は陳郡長平県。

## 経歴
殷道裕（太常の殷融の子の殷茂の子）の子として生まれた。将来の器量をみこまれて司徒の王謐の娘を妻に迎えた。はじめ劉毅の下で後軍参軍をつとめ、劉裕の下で太尉行参軍となった。劉裕が宋公となると、景仁は宋国の秘書郎となった。世子中軍参軍となり、主簿に転じた。さらに劉道憐の下で驃騎主簿をつとめた。衡陽郡太守として出向し、宋国世子洗馬となり、中書侍郎に転じた。南朝宋の永初年間に太子中庶子となった。
永初3年（422年）、少帝が即位すると、景仁は入朝して侍中に任じられた。固辞したため、黄門侍郎となった。まもなく射声校尉を兼ねた。ほどなく左衛将軍に転じた。
元嘉元年（424年）、文帝が即位すると、景仁は左衛将軍のまま侍中に任じられた。ときに景仁は王華・王曇首・劉湛とともに、4人の侍中として門下に並び立ち、一世を風靡した。元嘉3年（426年）、文帝が謝晦を討つと、司徒の王弘が中書下省に入り、景仁とともに留守の任を預かった。元嘉6年（429年）、景仁は中領軍に任じられた。
元嘉7年（430年）、景仁の母が死去し、葬儀を終えると、景仁は領軍将軍に起用されたが、服喪のために固辞した。文帝は喪礼に代役を立てさせることとし、中書舎人の周赳を邸に派遣して景仁を輿に乗せて領軍府に連れ帰らせた。元嘉9年（432年）、喪が明けると、景仁は尚書僕射に任じられた。景仁はもともと劉湛と仲が良かったが、王弘・王華・王曇首が世を去り、景仁と劉湛が朝廷の政事に参与するようになると、景仁は自分に及ばないと考えていた劉湛は不満をつのらせるようになった。
元嘉12年（435年）、景仁は尚書僕射のまま中護軍の任を加えられた。まもなく尚書僕射のまま吏部を掌握したため、ますます劉湛に憎まれた。劉湛は劉義康と結んで、景仁のことを文帝に讒言したが、文帝は聞き入れず景仁のことをますます重んじるようになった。景仁は病と称して解職を願い出たが、文帝に聞き入れられなかったため、家にとどまって病身を養った。景仁は以後5年にわたって病に臥せったが、文帝とのあいだに密表を往来させ、日に十数回に及んだこともあった。
元嘉13年（436年）、護軍将軍の号を受けた。元嘉17年（440年）10月、劉義康に代わって揚州刺史となった。同年11月癸丑（441年1月7日）、死去した。享年は51。侍中・司空の位を追贈された。諡は文成公といった。
子の殷道矜は幼く、聡明とはいえなかったが、官は太中大夫に上った。

## 伝記資料
- 『宋書』巻63 列伝第23
- 『南史』巻27 列伝第17